# 凡爾賽鐵路事故
48°49′06″N 2°13′52″E / 48.8183°N 2.23111°E
凡爾賽鐵路事故（法語：Catastrophe ferroviaire de Meudon）是一起於1842年5月8日發生在法國巴黎至凡爾賽鐵路線內默東站與丽景站的鐵路事故。民眾在國王路易-菲利普一世的凡爾賽宮慶典結束後，搭乘返回巴黎的列車。列車行經默東途中，車頭輪軸脫落出軌，而煤水車翻覆導致嚴重大火。這場法國第一起的鐵路事故，也是全球首例的鐵路大災難，約有52至200名乘客死亡，包含著名法國探險家儒勒·迪蒙·迪維爾。這起意外也迫使法國政府取消把乘客鎖在車廂內的規定。當時金屬冶煉的品質較差，因而導致輪軸脫落，這起事故也開啟人們對金屬疲勞進行有系統的研究。

## 出軌與火災
1842年5月8日傍晚，民眾在凡爾賽花園參加國王路易-菲利普一世的慶典結束後，開始準備返回巴黎。晚間5點30分，一列火車離開塞納河左岸凡爾賽車站前往巴黎蒙帕納斯車站。列車長約120（390英尺），由2個蒸汽車頭拉帶動16至18節車廂，上面滿載770名乘客。在默東站與丽景站間以40每小時（25英里每小時）的速度行駛，前方的輪軸突然斷裂而導致列車出軌，車上燃煤翻覆散落。當傾覆的列車著火時，乘客卻因當時歐陸的列車行駛習慣被反鎖在車廂內無法逃生。
由於火勢過於猛烈，因而無法判斷確切有多少人喪生。死亡人數約在52至200人之間，數百人重傷。其中，當時法國最著名的探險家儒勒·迪蒙·迪維爾與其家人也在此次事故喪生。災後，儒勒·迪蒙·迪維爾的遺體被舊識都蒙提爾辨認出來，後葬於巴黎蒙巴納斯墓地。
一些宗教團體宣稱這些乘客是因為在星期天搭乘火車而被上帝懲罰。後來人們在默東興建一座教堂來紀念此次事故的受難者。

## 影響
這個第一起的鐵路嚴重事故導致多人死亡，這起意外也迫使法國政府取消把乘客鎖在車廂內的規定。政府也指派人員調查此意外事故，並建議在輪軸到達一定使用程度後進行更換，以保障鐵路安全。
當時金屬冶煉的品質較差，因而導致輪軸脫落，這起事故也開啟人們對金屬疲勞進行有系統的研究，後來約翰·威廉·麥奎恩·朗肯發展出一套解決輪軸疲勞的方法。1856年至1870年，德國鐵路工程師奧古斯特·費勒改進輪軸測試方式，大大地增加了可用年限。